# Nieznanowice (gmina)
Nieznanowice (od 1870 Włoszczowa) – dawna gmina wiejska istniejąca do 1870 roku w guberni kieleckiej. Siedzibą władz gminy były Nieznanowice.
Za Królestwa Polskiego gmina Nieznanowice należała do powiatu włoszczowskiego w guberni kieleckiej. 1 stycznia?/13 stycznia 1870 do gminy przyłączono pozbawioną praw miejskich Włoszczowę, po czym gminę przemianowano na Włoszczowa.